# 教育隊
教育隊（きょういくたい）とは、自衛隊における各種教育を担当する部隊のことである。外国の軍隊にも同様の部隊が存在し、『教育隊』と訳される。

## 概要
入隊した自衛官候補生、 一般曹候補生、技術曹に対する基礎教育、それを終えた後に各職種に合わせた特技の教育を行う部隊である。海空では特技教育を術科学校で行う。
新入隊員の教育隊には礼法に精通したベテランの曹長（先任伍長など）が配属されている。入隊後の基礎教育は男女別の部隊で行われるが、航空学生のみ入隊時から一括して教育を受ける。

### 幹部候補生
幹部候補生は防衛大学校、防衛医科大学校、一般大学を卒業後または部隊で勤務している自衛官から選抜されて、幹部候補生学校で幹部に必要な教育を受け部隊へ配属される。

### 隊員の頭髪基準
従来、教育隊に入隊する新入隊員には部隊ごとに定める頭髪基準があり、概ね男性隊員には丸刈りが、女性隊員には短髪が推奨されてきた。しかし、2024年（令和6年）1月に木原稔防衛大臣が「2024年4月から頭髪の基準を緩和して、男性隊員に対する丸刈り推奨ルールを廃止し、スポーツ刈りを推奨する規定に改める」という方針を示した。女性隊員の髪型についても、制服着用時に肩にかからないよう1つに束ねることなどを条件に、長髪でも可とする。また、新入隊員の頭髪基準を全ての教育隊で前述の基準に統一することとした。この方針が示された背景には、「少子化による人手不足を解消する目的」や「さまざまな学校の校則において頭髪に関する基準が緩和されているという事情」がある。

## 陸上自衛隊

### 新隊員教育隊
陸上自衛隊の新隊員教育隊は、正規編制の方面混成団・教育大隊・教育中隊のほか、各部隊において臨時編成される。略して「新教（しんきょう）」と呼ぶ。
新隊員教育隊本部の編成
※連隊・群が担任する例。
- 隊長（副連隊長・副群長である2等陸佐、連隊本部・群本部の科長である3等陸佐若しくは1等陸尉）
- 副隊長（1等陸尉～准陸尉）
- 運用訓練幹部（1等陸尉～准陸尉）
- 隊付准尉（准陸尉～1等陸曹）
- 各係陸曹（人事・訓練・補給等で3曹以上、基本的に2ないし3程度の役職を兼務）

区隊の編成
- 第1～第4区隊（小隊規模）
  - 区隊長（2等陸尉～1等陸曹）2個以上の区隊が設置される場合、2等陸尉を筆頭に3尉または准尉といった幹部が配置される。
  - 区隊付（1等陸曹～2等陸曹）
  - 班長（3等陸曹）
  - 班付（副班長職、陸士長が担当。置かれない場合もある）

### 教育隊の運用
- 自衛官候補生課程（旧新隊員前期課程）・特技教育（旧新隊員後期課程）のほか、一部においては陸曹候補生指定者に対する入校前教育（履修前）も行われる。
- 一部の部隊ではコア化した中隊が担当していた時代もあったが、コア化部隊の常備化改編により逐次教育が必要な時に要員を集めて編成する臨時部隊へ縮小改編となっている。現在でも教育隊を編成せずに隷下部隊の一部を特定部隊として運用している部隊においてはコア化された大隊や中隊等の部隊が兼務する。
- 一部の部隊では臨時編成のため連隊本部（本部管理中隊）の指揮下で運用されている部隊もある他、必要に応じて編成する臨時部隊の特長として隊長と運用訓練幹部を除く人員等は各部隊からの差し出しでの構成。
- 大隊規模の部隊等は本部管理中隊内に設置されている。本部管理中隊教育隊という形で運用。その場合、隊長は2尉～3尉が担当し規模的に小隊規模で運用される。補給等は本部管理中隊の支援にて実施。

### 教育部隊の配置
北部方面隊
- 北部方面混成団（東千歳駐屯地）
  - 第1陸曹教育隊（東千歳駐屯地）：4個教育中隊基幹
    - 第1陸曹教育隊本部
    - 共通教育中隊
    - 普通科教育中隊
    - 特科教育中隊
    - 上級陸曹教育中隊（倶知安駐屯地）
    - 最先任上級曹長教育班

  - 陸上自衛隊冬季戦技教育隊（真駒内駐屯地）
  - 第120教育大隊（真駒内駐屯地）：2個教育中隊基幹
    - 第120教育大隊本部
    - 第342共通教育中隊
    - 第343共通教育中隊

東北方面隊
- 東北方面混成団（仙台駐屯地）
  - 第2陸曹教育隊（仙台駐屯地）：5個教育中隊基幹
    - 第1陸曹教育隊本部
    - 共通教育中隊
    - 普通科教育中隊
    - 特科教育中隊
    - 通信教育中隊
    - 上級陸曹教育中隊

  - 第119教育大隊（多賀城駐屯地）：3個教育中隊基幹
    - 第119教育大隊本部
    - 第304共通教育中隊
    - 第340共通教育中隊
    - 第341共通教育中隊

東部方面隊
- 東部方面混成団（武山駐屯地）
  - 第3陸曹教育隊（板妻駐屯地）：4個教育中隊基幹
    - 第3陸曹教育隊本部
    - 共通教育中隊
    - 第1普通科教育中隊
    - 第2普通科教育中隊
    - 上級陸曹教育中隊

  - 女性自衛官教育隊（朝霞駐屯地[注釈 1]）
  - 第117教育大隊（武山駐屯地）：4個教育中隊基幹
    - 第117教育大隊本部
    - 第326共通教育中隊
    - 第327共通教育中隊
    - 第331共通教育中隊
    - 第339共通教育中隊

中部方面隊
- 中部方面混成団（大津駐屯地）
  - 第4陸曹教育隊（大津駐屯地）：3個教育中隊基幹
    - 第4陸曹教育隊本部
    - 共通教育中隊
    - 普通科教育中隊
    - 上級陸曹教育中隊

  - 第109教育大隊（大津駐屯地）：3個教育中隊基幹
    - 第109教育大隊本部
    - 第314共通教育中隊
    - 第315共通教育中隊
    - 第316共通教育中隊

  - 第110教育大隊（松山駐屯地）：3個教育中隊基幹
    - 第110教育大隊本部
    - 第317共通教育中隊
    - 第332共通教育中隊
    - 第333共通教育中隊

西部方面隊
- 西部方面混成団（久留米駐屯地）
  - 第5陸曹教育隊（久留米駐屯地[注釈 2]）：4個教育中隊基幹
    - 第5陸曹教育隊本部
    - 共通教育中隊
    - 普通科教育中隊
    - 特科教育中隊
    - 上級陸曹教育中隊

  - 第113教育大隊（国分駐屯地）：3個教育中隊基幹
    - 第113教育大隊本部
    - 第321共通教育中隊
    - 第322共通教育中隊
    - 第338共通教育中隊

  - 第118教育大隊（久留米駐屯地）：2個教育中隊基幹
    - 第118教育大隊本部
    - 第323共通教育中隊
    - 第324共通教育中隊

陸上総隊隷下部隊
- 第1空挺団（習志野駐屯地）
  - 陸上自衛隊空挺教育隊（習志野駐屯地）
- 水陸機動団（相浦駐屯地）
  - 陸上自衛隊水陸機動教育隊（相浦駐屯地）
- 国際活動教育隊（駒門駐屯地）

防衛大臣直轄部隊
- 富士学校（富士駐屯地）
  - 富士教導団（富士駐屯地）
    - 富士教導団教育隊（滝ケ原駐屯地）

### 陸曹教育隊
陸曹教育隊（りくそうきょういくたい）は、陸曹として必要な教育（陸曹候補生課程・生徒陸曹候補生課程・初級陸曹特技課程・陸曹上級課程・陸曹中級課程・陸曹基礎英語課程）を行う部隊であり、各方面混成団隷下の構成部隊として1つずつ置かれている。女子の陸曹候補生課程は東部方面混成団隷下の女性自衛官教育隊が担当。大隊規模であるため、隊長は1等陸佐（三）若しくは2等陸佐（1等陸佐（三）昇任予定）が務める。区隊長は以前、幹部自衛官（概ね3尉候補者課程出身の2尉～3尉）が充てられていたが、上級曹長制度の普及に伴い現在区隊長・助教等の基幹要員はすべて陸曹で編成している。機甲科の陸曹教育のため第1機甲教育隊が東部方面隊に編成されていたが2019年（平成31年）3月に廃止され、陸曹候補生課程は、所属方面の各陸曹教育隊共通教育中隊で、初級陸曹特技課程は富士学校機甲科部で行われるようになった。

#### 陸曹教育隊の一覧
※陸曹教育隊の略称「陸教（りっきょう）」と呼ぶ。
- 第1陸曹教育隊（東千歳駐屯地）北部方面隊北部方面混成団：通称「地獄の1曹」北部方面教育連隊新編により一度廃止されたが北部方面混成団の新編に伴い再編。
- 第2陸曹教育隊（仙台駐屯地）東北方面隊東北方面混成団：通称「内務の2曹」
- 第3陸曹教育隊（板妻駐屯地）東部方面隊東部方面混成団：通称「山走狂」（富士山麓を走り回ることから）
- 第4陸曹教育隊（大津駐屯地）中部方面隊中部方面混成団：通称「仏の4曹」
- 第5陸曹教育隊（久留米駐屯地[注釈 2]）西部方面隊西部方面混成団：通称「鬼の5曹」
- 女性自衛官教育隊（朝霞駐屯地[注釈 1]）東部方面隊東部方面混成団：通称「女教」。

#### 陸曹教育隊の編成
共通教育中隊・普通科教育中隊および上級陸曹教育中隊各1を基準として編成される。
- 共通教育中隊：普通科、野戦特科以外の陸曹候補生課程・生徒陸曹候補生課程・陸曹基礎英語課程を担当
- 普通科教育中隊：普通科の陸曹候補生課程および初級陸曹特技課程を担当（3曹教は2個中隊[注釈 3]、その他は1個中隊。）
- 特科教育中隊：野戦特科の陸曹候補生課程および初級陸曹特技課程を担当（1曹教・2曹教[注釈 4]・5曹教）
- 通信教育中隊：戦闘職種（普・野特・高特・機・施）本部管理中隊等に編成される通信小隊・班要員に対する教育（部隊通信）を担当（2曹教のみ））[注釈 5]
- 上級陸曹教育中隊：陸曹上級課程・陸曹中級課程を担当

#### 陸曹教育隊の概要

##### 第1陸曹教育隊
第1陸曹教育隊（だいいちりくそうきょういくたい）は、陸上自衛隊東千歳駐屯地に駐屯する北部方面混成団隷下の教育部隊である。
- 創設　　：1954年（昭和29年）7月5日
- 編成地　：札幌駐屯地

- 部隊長　：1等陸佐（三）
- 隊旗　　：白の群旗
  - 共通教育中隊：白の中隊旗（甲）
  - 普通科教育中隊：赤の中隊旗（甲）
  - 特科教育中隊：濃黄の中隊旗（甲）
- 編成　　：
  - 第1陸曹教育隊本部
    - 総務科
    - 訓練科
    - 管理科「1曹教-本」

  - 共通教育中隊「1曹教-共」
  - 普通科教育中隊「1曹教-普」
  - 特科教育中隊「1曹教-特」
  - 上級陸曹教育中隊「1曹教-上」（倶知安駐屯地）
- 駐屯地　：

1. 札幌駐屯地：1954年（昭和29年）7月5日から
2. 真駒内駐屯地：1954年（昭和29年）10月30日から
3. 東千歳駐屯地：1971年（昭和46年）7月31日から

- 上級部隊：

1. 北部方面隊直轄：1954年（昭和29年）7月5日から2004年（平成16年）3月28日の間。
2. 北部方面混成団：2011年（平成23年）4月22日から

- 廃止　　：2004年（平成16年）3月28日（北部方面教育連隊へ）
- 廃止地　：東千歳駐屯地
- 再編　　：2011年（平成23年）4月22日
- 再編地　：東千歳駐屯地
- 備考　　：「第1陸曹教育隊」を参照。

##### 第2陸曹教育隊
第2陸曹教育隊（だいにりくそうきょういくたい）は、陸上自衛隊仙台駐屯地に駐屯する東北方面混成団隷下の教育部隊である。
- 創設　　：1954年（昭和29年）7月5日
- 編成地　：秋田駐屯地

- 部隊長　：1等陸佐（三）
- 隊旗　　：白の群旗
  - 共通教育中隊：白の中隊旗（甲）
  - 普通科教育中隊：赤の中隊旗（甲）
  - 特科教育中隊：濃黄の中隊旗（甲）
  - 通信教育中隊：青の中隊旗（甲）
- 編成　　：
  - 第2陸曹教育隊本部
    - 総務科
    - 訓練科
    - 管理科「2曹教-本」

  - 共通教育中隊「2曹教-共」
  - 普通科教育中隊「2曹教-普」
  - 特科教育中隊「2曹教-特」
  - 通信教育中隊「2曹教-通」
  - 上級陸曹教育中隊「2曹教-上」
- 駐屯地　：

1. 秋田駐屯地：1954年（昭和29年）7月5日から
2. 霞目駐屯地：1957年（昭和32年）12月1日から
3. 仙台駐屯地：

- 上級部隊：

1. 不明：1954年（昭和29年）7月5日から
2. 第6管区隊：1954年（昭和29年）9月10日から
3. 東北方面隊直轄：
4. 東北方面混成団：2006年（平成18年）3月27日から

- 備考　　：

##### 第3陸曹教育隊
第3陸曹教育隊（だいさんりくそうきょういくたい）は、陸上自衛隊板妻駐屯地に駐屯する東部方面混成団隷下の教育部隊である。
- 創設　　：1954年（昭和29年）7月5日
- 編成地　：新町駐屯地

- 部隊長　：1等陸佐（三）
- 隊旗　　：白の群旗
  - 共通教育中隊：白の中隊旗（甲）
  - 普通科教育中隊：赤の中隊旗（甲）
- 編成　　：
  - 第3陸曹教育隊本部
    - 総務科
    - 訓練科
    - 管理科「3曹教-本」

  - 第1普通科教育中隊「3曹教-1」：中距離多目的誘導弾
  - 第2普通科教育中隊「3曹教-2」
  - 共通教育中隊「3曹教-共」
  - 上級陸曹教育中隊「3曹教-上」
- 駐屯地　：

1. 新町駐屯地：1954年（昭和29年）7月5日から
2. 駒門駐屯地：1960年（昭和35年）3月20日から
3. 板妻駐屯地：1962年（昭和37年）8月15日から

- 上級部隊：

1. 第1管区隊：1954年（昭和29年）7月5日から
2. 第1教育団：1959年（昭和34年）8月13日から
3. 東部方面混成団：2011年（平成23年）4月22日から

- 備考　　：

##### 第4陸曹教育隊
第4陸曹教育隊（だいよんりくそうきょういくたい）は、陸上自衛隊大津駐屯地に駐屯する中部方面混成団隷下の教育部隊である。
中部方面隊管内の陸曹候補生課程・生徒陸曹候補生課程および初級陸曹特技（普通科・基礎英語）課程、陸曹上級課程を担当する。
- 創設　　：1954年（昭和29年）7月5日
- 編成地　：

- 部隊長　：1等陸佐（三）
- 隊旗　　：白の群旗
  - 共通教育中隊：白の中隊旗（甲）
  - 普通科教育中隊：赤の中隊旗（甲）
- 編成　　：
  - 第4陸曹教育隊本部
    - 総務科
    - 訓練科
    - 管理科「4曹教-本」

  - 共通通教育中隊「4曹教-共」
  - 普通科教育中隊「4曹教-普」
  - 上級陸曹教育中隊「4曹教-上」
- 駐屯地　：

1. 不明：1954年（昭和29年）7月5日から
2. 信太山駐屯地：1957年（昭和32年）9月2日から
3. 松山駐屯地：1969年（昭和44年）7月29日から
4. 大久保駐屯地：1994年（平成  6年）3月24日から
5. 大津駐屯地：2006年（平成18年）3月26日から

- 上級部隊：

1. 中部方面隊直轄：
2. 第2教育団：1959年（昭和34年）8月13日から
3. 中部方面混成団：2008年（平成20年）3月26日から

- 備考　　：

##### 第5陸曹教育隊
第5陸曹教育隊（だいごりくそうきょういくたい）は、陸上自衛隊久留米駐屯地に駐屯する西部方面混成団隷下の教育部隊である。
- 創設　　：1954年（昭和29年）7月5日
- 編成地　：

- 部隊長　：1等陸佐（三）
- 隊旗　　：白の群旗
  - 共通教育中隊：白の中隊旗（甲）
  - 普通科教育中隊：赤の中隊旗（甲）
  - 特科教育中隊：濃黄の中隊旗（甲）
- 編成　　：
  - 第5陸曹教育隊本部
    - 総務科
    - 訓練科
    - 管理科「5曹教-本」

  - 共通通教育中隊「5曹教-共」
  - 普通科教育中隊「5曹教-普」
  - 特科教育中隊「5曹教-特」：19式装輪自走155mmりゅう弾砲
  - 上級陸曹教育中隊「5曹教-上」
- 駐屯地　：

1. 福岡駐屯地：
2. 相浦駐屯地：1956年（昭和31年）1月12日から
3. 大村駐屯地：1963年（昭和38年）8月1日（8月8日）から
4. 相浦駐屯地：1974年（昭和49年）1月24日から
5. 久留米駐屯地：2018年（平成30年）3月27日から

- 上級部隊：

1. 西部方面隊直轄：
2. 第3教育団：1959年（昭和34年）8月13日から
3. 西部方面混成団：2013年（平成25年）3月26日から

- 備考　　：

#### 陸曹教育隊の沿革
- 1954年（昭和29年）
  - 7月5日：

  1. 第1陸曹教育隊が札幌駐屯地で編成完結（総務科・訓練科・管理科・第1共通教育中隊・第2共通教育中隊・普通科教育中隊・特科教育中隊・上級陸曹教育中隊）。
  2. 第2陸曹教育隊が秋田駐屯地で新編。
  3. 第3陸曹教育隊が第1管区隊隷下部隊として新町駐屯地で新編。
  4. 第4陸曹教育隊が新編。
  5. 第5陸曹教育隊が新編。

  - 9月10日：第2陸曹教育隊が第6管区隊に隷属。
  - 10月30日：第1陸曹教育隊が札幌駐屯地から真駒内駐屯地に移駐。
- 1956年（昭和31年）1月12日：第5陸曹教育隊が福岡駐屯地から相浦駐屯地へ移駐。
- 1957年（昭和32年）
  - 9月2日：信太山駐屯地が開設、第4陸曹教育隊が駐屯する。
  - 12月1日：第2陸曹教育隊が秋田駐屯地から霞目駐屯地へ移駐。

- 1959年（昭和34年）8月13日：

1. 第1教育団が武山駐屯地で新編。第3陸曹教育隊が隷下部隊となる。
2. 第2教育団が大久保駐屯地で新編。第4陸曹教育隊が隷下部隊となる。
3. 第3教育団が別府駐屯地で新編。第5陸曹教育隊が隷下部隊となる。

- 1960年（昭和35年）3月20日：第3陸曹教育隊が新町駐屯地から駒門駐屯地へ移駐。
- 1962年（昭和37年）8月15日：第3陸曹教育隊が駒門駐屯地から板妻駐屯地へ移駐。
- 1963年（昭和38年）8月1日（8月8日）：第5陸曹教育隊が相浦駐屯地から大村駐屯地に移駐。
- 1968年（昭和43年）
  - 4月1日：婦人自衛官学生隊が朝霞駐屯地で新編。陸上自衛隊輸送学校に隷属。
  - 12月20日：婦人自衛官教育隊が朝霞駐屯地で新編。第1教育団隷下に隷属。
- 1969年（昭和44年）7月29日：第4陸曹教育隊が信太山駐屯地から松山駐屯地に移駐。
- 1971年（昭和46年）7月31日：第1陸曹教育隊が真駒内駐屯地から東千歳駐屯地に移駐。
- 1972年（昭和47年）：第3陸曹教育隊に陸曹上級課程新設。
- 1973年（昭和48年）8月1日：第1陸曹教育隊に上級陸曹教育中隊を新編。
- 1974年（昭和49年）
  - 1月24日：第5陸曹教育隊が大村駐屯地から相浦駐屯地に移駐。
  - 8月1日：第1陸曹教育隊に特科陸曹中隊を新編。
- 1976年（昭和51年）：第3陸曹教育隊に一般陸曹候補学生課程「後期」新設。
- 1982年（昭和57年）3月25日：第1陸曹教育隊に75式130mm自走多連装ロケット弾発射機が導入による改編。
- 1988年（昭和63年）：第3陸曹教育隊に初級陸曹特技課程「ATM」新設。
- 1994年（平成  6年）3月24日：第4陸曹教育隊が松山駐屯地から大久保駐屯地へ移駐。

- 1996年（平成  8年）3月29日：

1. 第1陸曹教育隊上級陸曹教育中隊が倶知安駐屯地に移駐。
2. 第3陸曹教育隊に初級陸曹特技課程「基礎英語」新設。

- 2003年（平成15年）3月27日：婦人自衛官教育隊を女性自衛官教育隊に改称。
- 2004年（平成16年）3月29日：第1陸曹教育隊（東千歳駐屯地）を廃止し、北部方面教育連隊へ東千歳駐屯地で改編。

- 2006年（平成18年）
  - 3月26日：第4陸曹教育隊が大久保駐屯地から大津駐屯地へ移駐。
  - 3月27日：東北方面混成団を仙台駐屯地で新編。
- 2008年（平成20年）3月26日：中部方面混成団が大津駐屯地で新編。

- 2011年（平成23年）4月22日：

1. 北部方面教育連隊（東千歳駐屯地）を廃止し、第1陸曹教育隊が東千歳駐屯地で再編。
2. 北部方面混成団が東千歳駐屯地で新編。
3. 東部方面混成団が武山駐屯地で新編。女性自衛官教育隊が東部方面混成団隷下に隷属。

- 2013年（平成25年）3月26日：西部方面混成団が相浦駐屯地で新編。
- 2018年（平成30年）3月27日：第5陸曹教育隊が相浦駐屯地から久留米駐屯地に移駐。

### 教育大隊
教育大隊（きょういくだいたい）は、主として新隊員教育（一般曹候補生前期課程（女子については、東部方面混成団隷下の女性自衛官教育隊が担任）・自衛官候補生課程（女子）の教育）を行う教育部隊であり、３個の教育中隊（第120教育大隊は2個、第117教育大隊は4個）を編合して編成される。方面混成団隷下の構成部隊として北部、東北、東部方面混成団に1個の、中部、西部方面混成団に2個の教育大隊が編合される。大隊長は2等陸佐。第101から第120教育大隊までの20個大隊が編成されたが、教育部隊の改編により逐次廃止され、北部方面混成団に第120教育大隊、東北方面混成団に第119教育大隊、東部方面混成団に第117教育大隊、中部方面混成団に第109教育大隊および第110教育大隊、西部方面混成団に第113教育大隊と第118教育大隊の7個大隊が編成されている。

#### 教育大隊の一覧
※太字は、廃止部隊
- 第101教育大隊「101教-本」（真駒内駐屯地）北部方面隊直轄：1959年（昭和34年）8月13日新編。1969年（昭和44年）7月31日廃止。第3教育連隊に改編。
- 第102教育大隊「102教-本」：細部不明
- 第103教育大隊「103教-本」：細部不明
- 第104教育大隊「104教-本」（武山駐屯地）第1教育団：2002年（平成14年）3月27日廃止。
- 第105教育大隊「105教-本」（武山駐屯地）第1教育団：2002年（平成14年）3月27日廃止。
- 第106教育大隊「106教-本」（駒門駐屯地）第1教育団：1964年（昭和39年）8月1日廃止。
- 第107教育大隊「107教-本」（善通寺駐屯地）第2教育団：1962年（昭和37年）8月15日廃止。
- 第108教育大隊「108教-本」（松山駐屯地）第2教育団：1969年（昭和44年）7月31日廃止。
- 第109教育大隊「109教-本」（大津駐屯地）中部方面混成団：1959年（昭和34年）8月13日新編。
- 第110教育大隊「110教-本」（松山駐屯地）中部方面混成団：
- 第111教育大隊「111教-本」（別府駐屯地）第3教育団：1959年（昭和34年）8月13日新編。1999年（平成11年）3月29日廃止。
- 第112教育大隊「112教-本」（山口駐屯地）第2教育団：1959年（昭和34年）8月13日新編。1997年（平成11年）3月29日廃止。
- 第113教育大隊「113教-本」（国分駐屯地）西部方面混成団：
- 第114教育大隊「114教-本」：細部不明
- 第115教育大隊「115教-本」：細部不明
- 第116教育大隊「116教-本」（久居駐屯地）第2教育団：1964年（昭和39年）8月1日新編。2004年（平成16年）3月28日廃止。
- 第117教育大隊「117教-本」（武山駐屯地）東部方面混成団：1969年（昭和44年）8月1日新編。第1教育団に編合。
- 第118教育大隊「118教-本」（久留米駐屯地）西部方面混成団：1969年（昭和44年）8月1日、第2教育連隊を廃止し、第3教育団に隷属する第118教育大隊へ改編。
- 第119教育大隊「119教-本」（多賀城駐屯地）東北方面混成団：2006年（平成18年）3月27日、第1教育連隊を廃止し、東北方面混成団に隷属する第119教育大隊へ改編。
- 第120教育大隊「120教-本」（真駒内駐屯地）北部方面混成団：2011年（平成23年）4月22日、北部方面教育連隊第2共通教育中隊を基幹に第120教育大隊へ改編。

### 教育中隊
教育中隊（きょういくちゅうたい）は、主として新隊員教育を行う教育部隊であり、教育大隊隷下の構成部隊として2から4個の教育中隊が編合される。中隊長は3等陸佐または1等陸尉。第301共通教育中隊から第343共通教育中隊までの43個中隊が編成された。教育部隊の改編により、廃止となった教育中隊も多数あり2024年（令和6年）現在は、北部方面混成団に3個中隊、東北方面混成団に2個中隊、東部方面混成団に4個中隊、中部方面混成団に6個中隊、西部方面混成団に5個中隊の20個中隊が残るのみである。現在の教育中隊は、上記の「教育部隊の配置」を参照。

#### 教育中隊の一覧
※太字は、廃止部隊
- 第301共通教育中隊「301共」（真駒内駐屯地）第3教育連隊：2004年（平成16年）3月28日廃止。
- 第302共通教育中隊「302共」（真駒内駐屯地）第3教育連隊：2004年（平成16年）3月28日廃止。
- 第303共通教育中隊「303共」（真駒内駐屯地）第3教育連隊：2000年（平成12年）3月28日廃止。
- 第304共通教育中隊「304共」（多賀城駐屯地）第119教育大隊：1959年（昭和34年）8月13日第1教育連隊隷下に新編。
- 第305共通教育中隊「305共」（多賀城駐屯地）第1教育連隊：1959年（昭和34年）8月13日新編。2006年（平成18年）3月26日廃止。
- 第306共通教育中隊「306共」（多賀城駐屯地）第1教育連隊：1959年（昭和34年）8月13日新編。2006年（平成18年）3月26日廃止。
- 第307共通教育中隊「307共」（武山駐屯地）第104教育大隊：2002年（平成14年）3月27日廃止。
- 第308共通教育中隊「308共」（武山駐屯地）第104教育大隊：2002年（平成14年）3月27日廃止。
- 第309共通教育中隊「309共」（武山駐屯地）第104教育大隊：2002年（平成14年）3月27日廃止。
- 第310共通教育中隊「310共」（武山駐屯地）第105教育大隊：2002年（平成14年）3月27日廃止。
- 第311共通教育中隊「311共」（武山駐屯地）第105教育大隊：2002年（平成14年）3月27日廃止。
- 第312共通教育中隊「312共」（武山駐屯地）第105教育大隊：2002年（平成14年）3月27日廃止。
- 第313共通教育中隊「313共」：細部不明
- 第314共通教育中隊「314共教」（大津駐屯地）第109教育大隊：
- 第315共通教育中隊「315共教」（大津駐屯地）第109教育大隊：
- 第316共通教育中隊「316共教」（大津駐屯地）第109教育大隊：
- 第317共通教育中隊「317共教」（松山駐屯地）第110教育大隊：
- 第318共通教育中隊（山口駐屯地）第112教育大隊：1997年（平成11年）3月29日廃止。
- 第319共通教育中隊（山口駐屯地）第112教育大隊：1997年（平成11年）3月29日廃止。
- 第320共通教育中隊（別府駐屯地）第111教育大隊：1999年（平成11年）3月29日廃止。
- 第321共通教育中隊（国分駐屯地）第113教育大隊：
- 第322共通教育中隊（国分駐屯地）第113教育大隊：
- 第323共通教育中隊（久留米駐屯地）第118教育大隊：
- 第324共通教育中隊（久留米駐屯地）第118教育大隊：
- 第325共通教育中隊（相浦駐屯地）第118教育大隊：2007年（平成19年）3月廃止。
- 第326共通教育中隊（武山駐屯地）第117教育大隊：
- 第327共通教育中隊（武山駐屯地）第117教育大隊：
- 第328共通教育中隊（久居駐屯地）第116教育大隊：2004年（平成16年）3月28日廃止。
- 第329共通教育中隊：細部不明
- 第330共通教育中隊：細部不明
- 第331共通教育中隊（武山駐屯地）第117教育大隊：
- 第332共通教育中隊「332共教」（松山駐屯地）第110教育大隊：
- 第333共通教育中隊「333共教」（松山駐屯地）第110教育大隊：
- 第334共通教育中隊（山口駐屯地）第112教育大隊：1997年（平成11年）3月29日廃止。
- 第335共通教育中隊：細部不明
- 第336共通教育中隊（相浦駐屯地）第118教育大隊：1999年（平成11年）3月29日廃止。
- 第337共通教育中隊：細部不明
- 第338共通教育中隊（国分駐屯地）第113教育大隊：
- 第339共通教育中隊（武山駐屯地）第117教育大隊：2005年（平成17年）3月新編。
- 第340共通教育中隊「119教-340共」（多賀城駐屯地）第119教育大隊：2006年（平成18年）3月27日新編。
- 第341共通教育中隊「119教-341共」（多賀城駐屯地）第119教育大隊：2006年（平成18年）3月27日新編。
- 第342共通教育中隊「342共教」（真駒内駐屯地）第120教育大隊：2011年（平成23年）4月22日新編。
- 第343共通教育中隊「343共教」（真駒内駐屯地）第120教育大隊：2011年（平成23年）4月22日新編。

### 教育部隊の沿革
- 1954年（昭和29年）7月5日：

1. 第1新隊員教育隊および第2新隊員教育隊が函館駐屯地で編成完結。
2. 第3管区隊第6新隊員教育隊が水島駐屯地で新編。
3. 第8新隊員教育隊が針尾駐屯地で編成完結。

- 1955年（昭和30年）10月21日：第8新隊員教育隊が針尾駐屯地から相浦駐屯地へ移駐。

- 1959年（昭和34年）8月13日：

1. 第1教育団が武山駐屯地で新編。
2. 第2教育団が大久保駐屯地で新編。
3. 第3教育団が別府駐屯地で新編。
4. 第1教育連隊が八戸駐屯地で新編。
5. 第2教育連隊が第8新隊員教育隊を改編し相浦駐屯地で新編。
6. 第101教育大隊が第1新隊員教育隊を母体とし函館駐屯地で新編。第2新隊員教育隊を廃止。
7. 第109教育大隊が第６新隊員教育隊を改編し大津駐屯地で新編。
8. 第111教育大隊が別府駐屯地で新編。
9. 第112教育大隊が第13新隊員教育隊を改編し山口駐屯地で新編。

- 1960年（昭和35年）3月15日：

1. 第105教育大隊が武山駐屯地から板妻駐屯地へ移駐。
2. 第106教育大隊が武山駐屯地から駒門駐屯地へ移駐。

- 1961年（昭和36年）
  - 8月20日：第2教育団本部が大久保駐屯地から善通寺駐屯地に移駐。
  - 12月：第105教育大隊が板妻駐屯地から武山駐屯地に移駐。
  - 12月20日：第108教育大隊が信太山駐屯地から松山駐屯地へ移駐。

- 1962年（昭和37年）
  - 1月18日：第112教育大隊（山口駐屯地）が第2教育団隷下に編合。
  - 3月31日：第107教育大隊が大久保駐屯地から善通寺駐屯地へ移駐。
  - 8月3日：第1教育連隊が八戸駐屯地から多賀城駐屯地に移駐。
  - 8月9日：第113教育大隊が都城駐屯地から国分駐屯地へ移駐。
  - 8月11日：第101教育大隊が函館駐屯地から真駒内駐屯地へ移駐。
  - 8月15日：

  1. 第101教育大隊が内部組織を改編（大隊本部、第301・第302・第303共通教育中隊、第301特科教育中隊、第301車両教育中隊を新編）。
  2. 第106教育大隊と第3陸曹教育隊の各機甲教育中隊を基幹とし、第1機甲教育隊を駒門駐屯地で新編（第1～第3陸曹教育中隊および第4～第6陸士教育中隊の6個中隊編成）。
  3. 第107教育大隊（善通寺駐屯地）を廃止。

- 1964年（昭和39年）8月1日：

1. 第106教育大隊（駒門駐屯地）を廃止。
2. 第116教育大隊が久居駐屯地で新編され、第2教育団に編合。

- 1969年（昭和44年）
  - 7月31日：

  1. 第101教育大隊、第301特科教育中隊、第301車両教育中隊（真駒内駐屯地）を廃止。
  2. 第108教育大隊（松山駐屯地）を廃止。
  3. 第2教育連隊が第118教育大隊への改編に伴い廃止。

  - 8月1日：

  1. 第101教育大隊（真駒内駐屯地）を第3教育連隊に改編。
  2. 第117教育大隊が武山駐屯地で新編、第1教育団に編合。
  3. 第2教育連隊（相浦駐屯地）を第118教育大隊に改編。

- 1999年（平成11年）3月29日：

1. 第111教育大隊（別府駐屯地）を廃止。
2. 第112教育大隊（山口駐屯地）を廃止。
3. 第118教育大隊第336共通教育中隊（相浦駐屯地）を廃止。

- 2000年（平成12年）3月28日：第3教育連隊第303共通教育中隊（真駒内駐屯地）を廃止。
- 2002年（平成14年）3月27日：第1教育団隷下の第104教育大隊（武山駐屯地）および第105教育大隊（武山駐屯地）を廃止。
- 2004年（平成16年）
  - 3月28日：

  1. 第3教育連隊（真駒内駐屯地）が北部方面教育連隊への改編に伴い廃止。
  2. 第116教育大隊（久居駐屯地）を廃止。

  - 3月29日：北部方面教育連隊が第1陸曹教育隊を母体に第3教育連隊から1個共通教育中隊を編入し東千歳駐屯地に新編。
  - 3月30日：第118教育大隊に車両教育隊を編入。
- 2005年（平成17年）3月：第339共通教育中隊が武山駐屯地に新編。第117教育大隊に編合。
- 2006年（平成18年）3月27日：東北方面混成団を仙台駐屯地に新編。第1教育連隊を第119教育大隊（多賀城駐屯地）に改編。
- 2007年（平成19年）3月：第118教育大隊第325共通教育中隊（相浦駐屯地）を廃止。
- 2008年（平成20年）
  - 3月25日：第2教育団（大津駐屯地）が中部方面混成団への改編に伴い廃止。
  - 3月26日：中部方面混成団が大津駐屯地に新編。
- 2011年（平成23年）
  - 4月21日：

  1. 北部方面教育連隊（東千歳駐屯地）が北部方面混成団への改編に伴い北部方面総監へ自衛隊旗を返還・廃止。
  2. 第1教育団（武山駐屯地）が東部方面混成団への改編に伴い廃止。

  - 4月22日：

  1. 北部方面混成団が東千歳駐屯地で新編。第120教育大隊が真駒内駐屯地に新編。
  2. 東部方面混成団が武山駐屯地に新編。
- 2013年（平成25年）3月26日：第3教育団（相浦駐屯地）を廃止・改編し、西部方面混成団が相浦駐屯地に新編。
- 2017年（平成29年）3月27日：第118教育大隊が相浦駐屯地から久留米駐屯地へ移駐。
- 2018年（平成30年）
  - 2月8日：第110教育大隊が善通寺駐屯地から松山駐屯地へ移駐[3]。
  - 3月27日：第118教育大隊隷下の竹松車両教育隊を西部方面輸送隊隷下に異動[4]。

### その他の教育隊
陸上自衛隊には、ほかにも次のような教育隊がある。
- 陸上自衛隊空挺教育隊（習志野駐屯地）第1空挺団：1955年（昭和30年）8月31日臨時空挺練習隊を空挺教育隊と改称し編成完結。教育隊長は1等陸佐（三）若しくは2等陸佐（1等陸佐（三）昇任予定）。
- 陸上自衛隊冬季戦技教育隊（真駒内駐屯地）北部方面混成団：1971年（昭和46年）7月北部方面隊特別戦技訓練隊と北部方面スキー訓練隊を統合して、冬季戦技教育隊と改称。教育隊長は1等陸佐（三）若しくは2等陸佐（1等陸佐（三）昇任予定）。
- 富士教導団教育隊（滝ケ原駐屯地）富士教導団：1973年（昭和48年）3月25日富士教導団教育隊が編成。教育隊長は1等陸尉。編成は、本部班、車両教育班および訓練教育班[5]。2024年（令和6年）3月21日に富士学校自動車教習所に改編された。

- 国際活動教育隊（駒門駐屯地）陸上総隊：2007年（平成19年）3月28日中央即応集団直轄部隊として編制完結。2018年（平成30年）3月27日陸上総隊直轄に隷属。教育隊長は1等陸佐（二）。
- 陸上自衛隊水陸機動教育隊（相浦駐屯地）水陸機動団： 2017年（平成29年）3月西部方面隊直轄の教育隊として新編。2018年（平成30年）3月27日水陸機動団の新編に伴い、同団隷下となる。教育隊長は2等陸佐。

また、「教育隊」の名称は持たないが部隊への練度向上・教育訓練目的に以下の部隊も存在する。
- 方面指揮所訓練支援隊
  - 北部方面指揮所訓練支援隊（東千歳駐屯地）北部方面隊：2001年（平成13年）3月27日新編。
  - 東北方面指揮所訓練支援隊（仙台駐屯地）東北方面隊：2005年（平成17年）3月28日新編。
  - 東部方面指揮所訓練支援隊（朝霞駐屯地）東部方面隊：2003年（平成15年）3月27日新編。
  - 中部方面指揮所訓練支援隊（川西駐屯地）中部方面隊：2002年（平成14年）3月27日新編。
  - 西部方面指揮所訓練支援隊（健軍駐屯地）西部方面隊：2004年（平成16年）3月27日新編。
- 部隊訓練評価隊（北富士駐屯地）富士学校：1個増強普通科中隊へ対抗方式による訓練を行うことで部隊の練度向上および各種指導教育等を行う。
- 訓練評価支援隊（北千歳駐屯地）教育訓練研究本部：2020年（令和2年）3月26日に陸上自衛隊教育訓練研究本部の隷下部隊として北千歳駐屯地で編成されたFTCの北海道版。

### 廃止された教育部隊

#### 新隊員教育隊
- 第1新隊員教育隊（函館駐屯地）：1954年（昭和29年）7月5日編成完結。1959年（昭和34年）8月13日廃止。第101教育大隊に改編。
- 第2新隊員教育隊（函館駐屯地）：1954年（昭和29年）7月5日編成完結。1959年（昭和34年）8月13日廃止。
- 第3新隊員教育隊：細部不明
- 第4新隊員教育隊：細部不明
- 第5新隊員教育隊：細部不明
- 第6新隊員教育隊（大津駐屯地）：1954年（昭和29年）7月5日水島駐屯地で編成完結。1959年（昭和34年）8月13日廃止。第109教育大隊に改編。
- 第7新隊員教育隊：細部不明
- 第8新隊員教育隊（相浦駐屯地）：1954年（昭和29年）7月5日針尾駐屯地で編成完結。1959年（昭和34年）8月13日廃止。第2教育連隊に改編。
- 第9新隊員教育隊：細部不明
- 第10新隊員教育隊：細部不明
- 第11新隊員教育隊：細部不明
- 第12新隊員教育隊：細部不明
- 第13新隊員教育隊（山口駐屯地）：1959年（昭和34年）8月13日廃止。第112教育大隊に改編。

#### 職種の教育部隊
- 第301特科教育中隊（真駒内駐屯地）第101教育大隊：1969年（昭和44年）7月31日廃止。
- 第301車両教育中隊（真駒内駐屯地）第101教育大隊：1969年（昭和44年）7月31日廃止。
- 第303車両教育中隊（駒門駐屯地）第1機甲教育隊：
- 第101通信技術教育隊（朝霞駐屯地）第1教育団：1974年（昭和49年）8月1日廃止。
- 第101高射教育隊（武山駐屯地）第1教育団：1974年（昭和49年）10月1日廃止。
- 第101会計教育隊（武山駐屯地）第1教育団：1975年（昭和50年）3月26日廃止。
- 第101武器技術教育隊（武山駐屯地）第1教育団：1975年（昭和50年）8月1日廃止。

#### 教育団
- 第1教育団（武山駐屯地）東部方面隊：2011年（平成23年）4月21日廃止。東部方面混成団に改編。
- 第2教育団（大津駐屯地）中部方面隊：2008年（平成20年）3月25日廃止。中部方面混成団に改編。
- 第3教育団（相浦駐屯地）西部方面隊：2013年（平成25年）3月25日廃止。西部方面混成団に改編。

#### 教育連隊
- 第1教育連隊（多賀城駐屯地）東北方面隊：2006年（平成18年）3月26日廃止。東北方面混成団隷下の第119教育大隊に改編。
- 第2教育連隊（相浦駐屯地）西部方面隊：1969年（昭和44年）7月31日廃止。第118教育大隊に改編。
- 第3教育連隊（真駒内駐屯地）北部方面隊：2004年（平成16年）3月29日廃止。北部方面教育連隊に改編。
- 北部方面教育連隊（東千歳駐屯地）北部方面隊：2011年（平成23年）4月21日廃止。北部方面混成団に改編。

#### 機甲教育隊
- 第1機甲教育隊（駒門駐屯地）東部方面混成団：2019年（平成31年）3月25日廃止。機甲教導連隊の一部に改編。

## 海上自衛隊

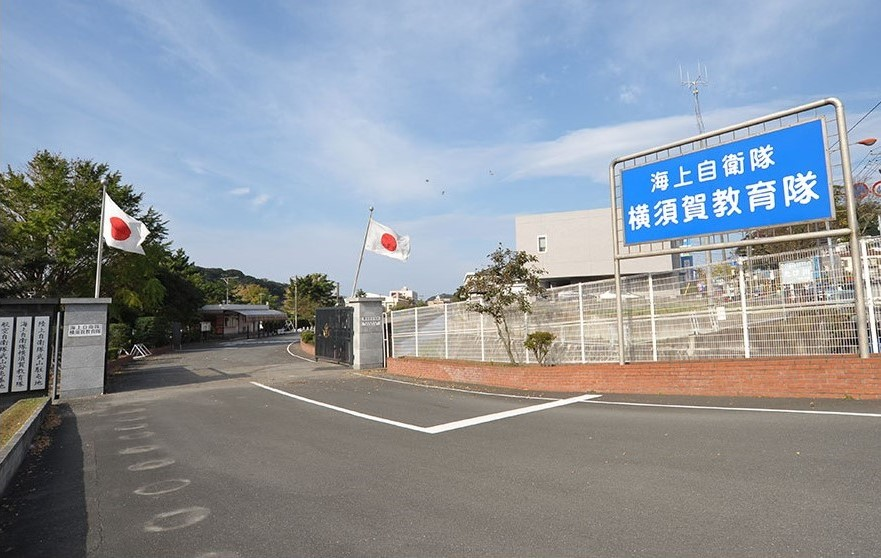
横須賀教育隊正門

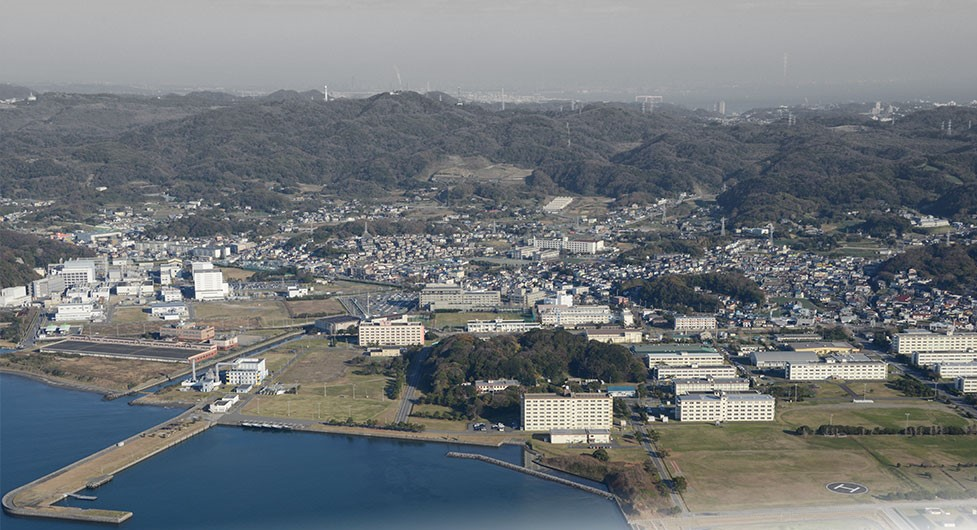
横須賀教育隊全景

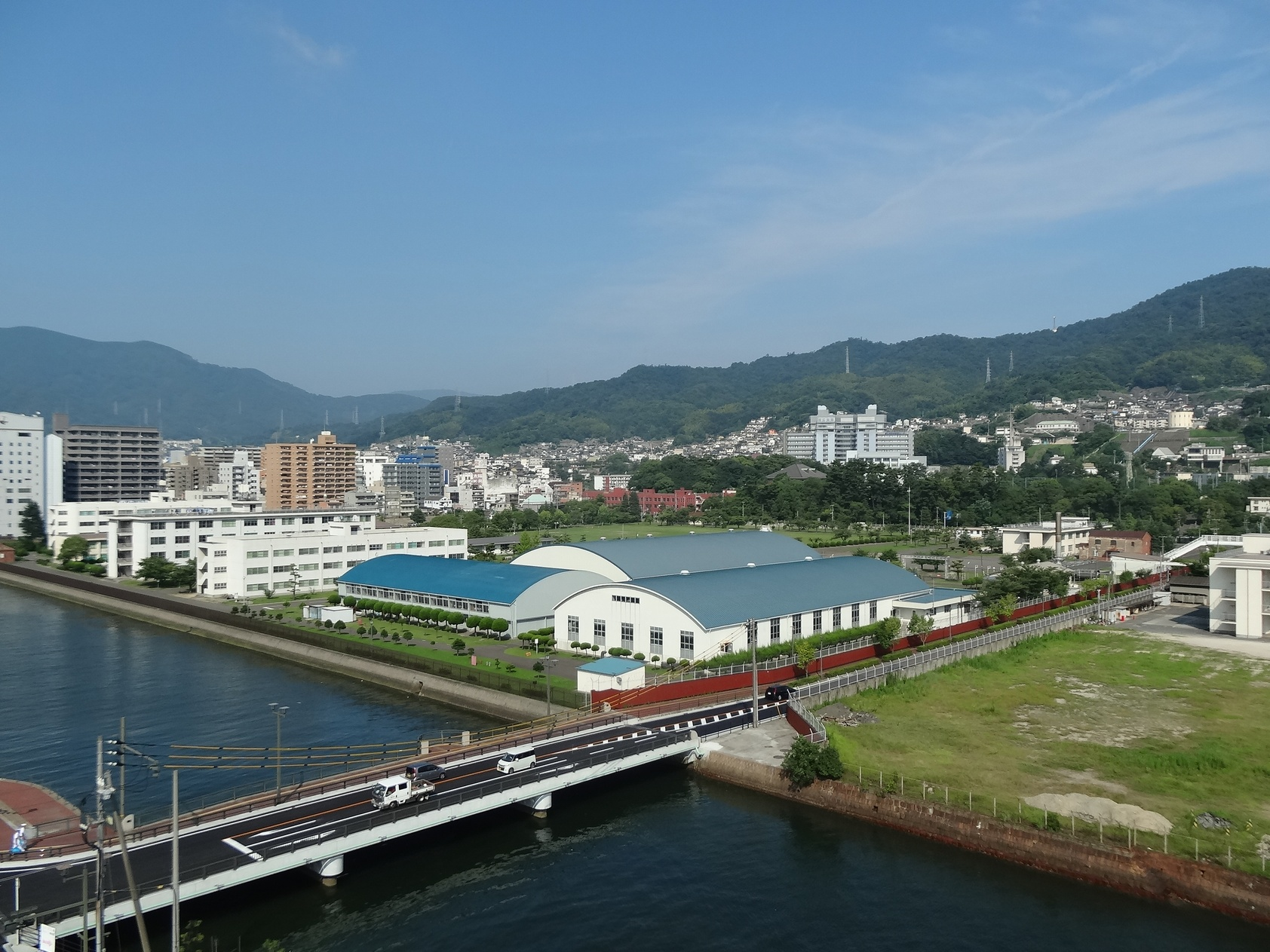
呉教育隊

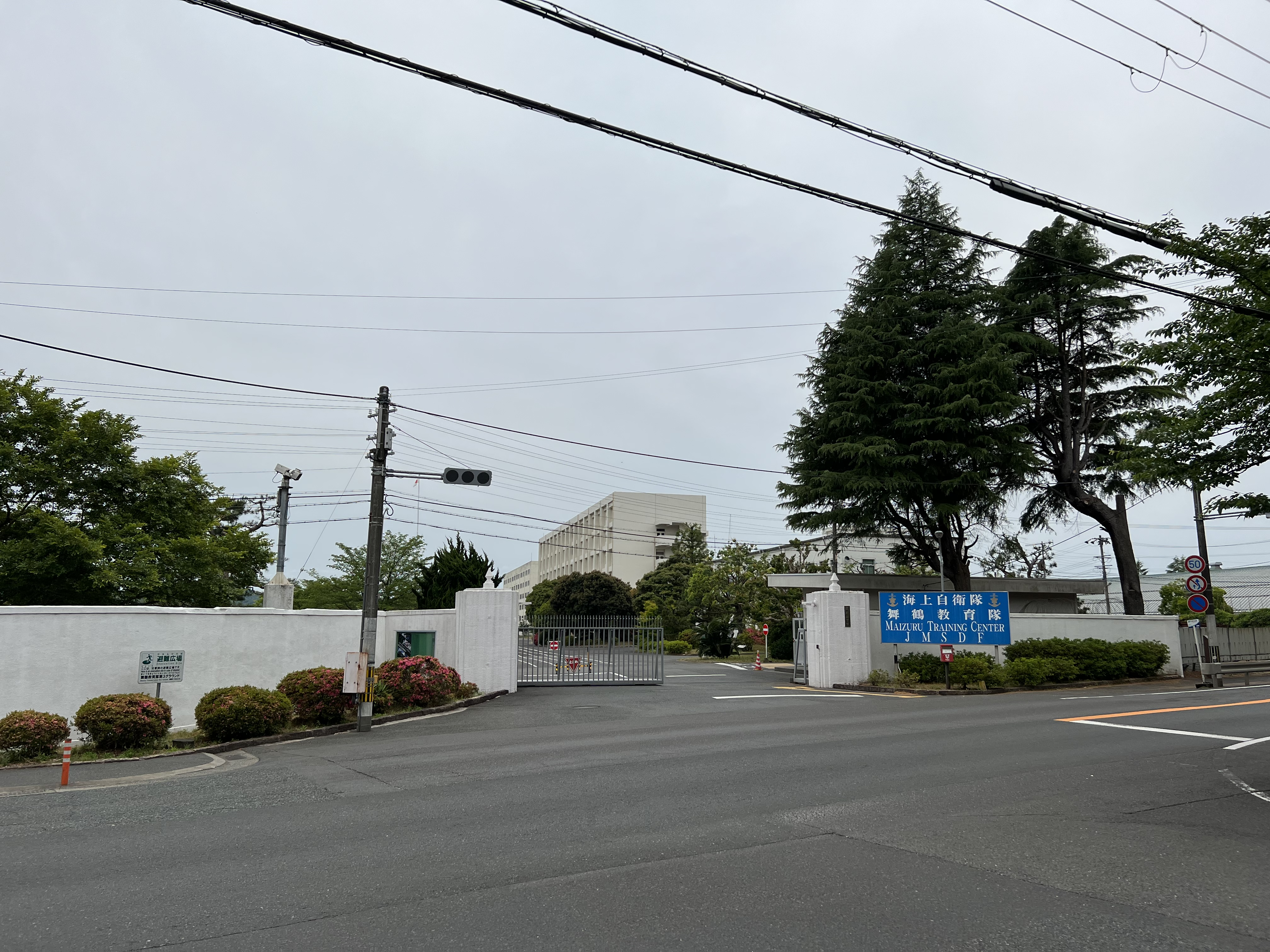
舞鶴教育隊

海上自衛隊の教育隊は一般海曹候補生、自衛官候補生、公募海曹として入隊した者、海曹予定者（陸自の陸曹候補生課程相当）、3等海曹に新たに昇任した者（初任海曹課程）、1等海曹に新たに昇任した者（上級海曹課程）に対し、海士、初級海曹、上級海曹として必要な知識および技能を修得させるための教育訓練をすることを任務とする。
各地方隊に置かれており、司令は1等海佐、副長は2等海佐をもって充てられる。
女性新入隊員の教育については2018年（平成30年）度までは横須賀教育隊のみであったが、2019年（令和元年）度から佐世保および舞鶴教育隊でも教育を開始し、2023年度（令和5年）から呉教育隊でも女性隊員の受け入れを開始したため、全教育隊で女性新入隊員の教育を行っている。
航空学生の教育は男女とも小月航空基地の小月教育航空群小月教育航空隊で行われる。
海上自衛隊では入隊後（以降は毎年度）運動能力および水泳能力の測定が行われる。上から順に1級から7級まで評価され、7級に未たない者は級外となる。特に、入隊時に全く泳げない者には専用の訓練メニューが用意されておりほぼ全員が泳げるようになるという。なお級外の者は、運動能力級外であれば「赤靴」、水泳能力級外であれば「赤帽」と呼ばれる。
- 横須賀教育隊 - 横須賀地方隊（横須賀基地（武山地区）：神奈川県横須賀市）
- 呉教育隊 - 呉地方隊（呉基地：広島県呉市）
- 佐世保教育隊 - 佐世保地方隊（佐世保基地（崎辺地区）：長崎県佐世保市）
- 舞鶴教育隊 - 舞鶴地方隊（舞鶴基地：京都府舞鶴市）

### 沿革
- 1952年（昭和27年）
  - 11月10日：「練習隊」臨時編成（舞鶴）
  - 11月20日：第1期初任警査（第1期練習員）教育開始（舞鶴）
  - 12月27日：「舞鶴練習隊」が松ヶ崎の舞鶴海兵団跡地に新編
- 1953年（昭和28年）9月15日：初任海曹特別教育（初任海曹課程）[要検証 – ノート]開始（舞鶴）[12]
- 1955年（昭和30年）4月6日：	第1期少年練習員（第1期自衛隊生徒）教育開始（舞鶴）
- 1956年（昭和31年）1月16日：「呉練習隊」が江田島に新編
- 1957年（昭和32年）
  - 3月18日：呉練習隊が江田島から呉海兵団跡地（現在地）に移転
  - 5月10日：呉練習隊、舞鶴練習隊が「呉教育隊」、「舞鶴教育隊」にそれぞれ改称
- 1959年（昭和34年）9月1日：「横須賀教育隊」が武山海兵団跡地に新編
- 1965年（昭和40年）3月25日：「佐世保教育隊」が崎辺地区に新編
- 1975年（昭和50年）3月24日：第1期婦人公募海曹教育開始（横須賀）
- 1976年（昭和51年）
  - 3月30日：第1期婦人練習員教育開始（横須賀）
  - 4月1日：第1期一般海曹候補学生教育開始（佐世保、舞鶴）
- 1991年（平成03年）4月10日：第1期海曹候補士教育開始
- 2007年（平成19年）8月2日：海曹候補士課程教育終了（第17期）
- 2008年（平成20年）4月4日：第1期一般海曹候補生教育開始
- 2009年（平成21年）3月24日：一般海曹候補学生教育終了（第32期）
- 2011年（平成23年）4月8日：第1期自衛官候補生教育開始
- 2019年（平成31年）4月9日～10日：佐世保教育隊及び舞鶴教育隊において、一般海曹候補生課程における女性隊員の教育開始[13][14]
- 2023年（令和05年）4月7日：呉教育隊で女性隊員の教育開始[9]

### 教育隊の組織
- 総務科
- 厚生科
- 補給科
- 教育部

## 航空自衛隊

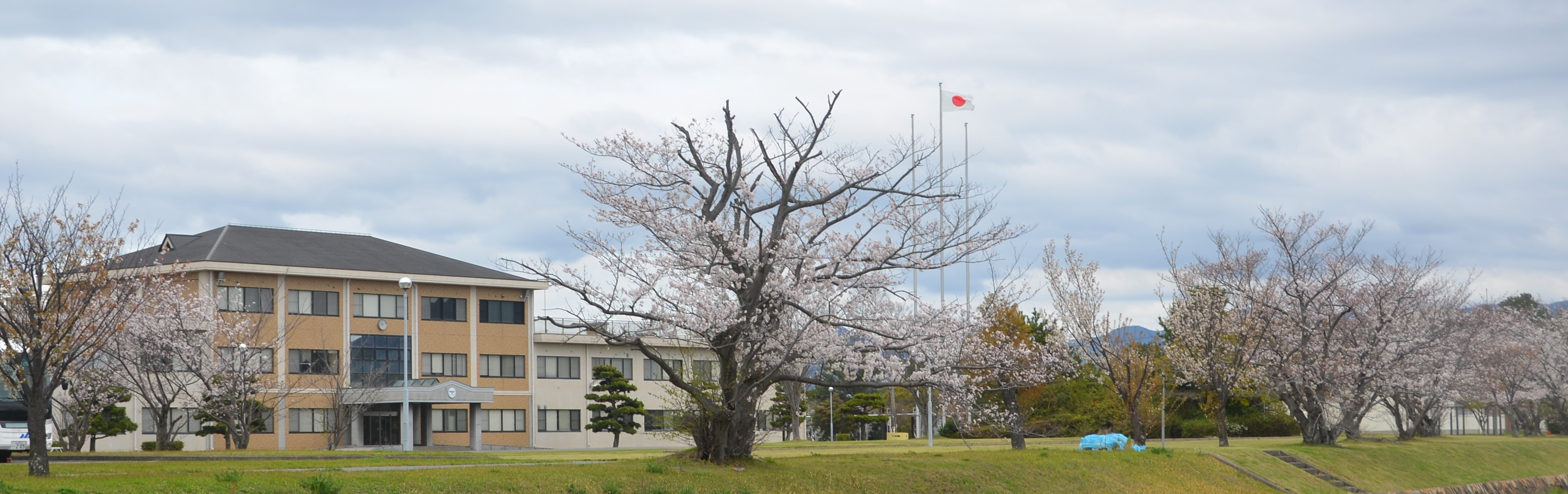
航空教育隊が所在する防府南基地

航空自衛隊の教育訓練機関は、航空自衛隊幹部学校以外はすべて航空教育集団隷下に編成されており、基礎教育機関としては防府南基地（山口県防府市）に航空教育隊（こうくうきょういくたい、Air Basic Training Wing）が設置され、第1・第2教育群および基地業務群からなる。第1教育群（防府南）では、自衛官候補生、一般空曹候補生、空曹予定者および初任空曹に対しての教育訓練を行うほか、隷下に女性自衛官教育大隊が設置されている。第2教育群（熊谷基地）では、自衛官候補生、一般空曹候補生、空曹予定者、初任空曹の教育訓練に加えて上級空曹（主に昇任1年前後の1等空曹に対する管理職教育）に対する集合教育も行っている。
航空学生の教育は男女とも防府北基地の第12飛行教育団航空学生教育群で行われる。
このほか、航空自衛隊生徒として採用された者に対し4年間の教育を実施する生徒隊（熊谷基地）を編成していた。

### 沿革
- 1954年（昭和29年）
  - 9月1日：第1航空教育隊が小月に新編。
  - 12月5日：第1教育隊が小月から防府へ移動。
- 1955年（昭和30年）
  - 2月13日：第1期公募空曹、第1航空教育隊に入隊。
  - 4月1日：第1期新隊員、第1航空教育隊に入隊。
  - 5月2日：第1期自衛隊生徒第1航空教育隊に入隊。
- 1958年（昭和33年）
  - 3月25日：臨時第2航空教育隊が宇都宮に新編。
  - 7月26日：臨時第2航空教育隊が熊谷基地に移動。
  - 8月1日：臨時第2航空教育隊を第2航空教育隊に改称。
- 1959年（昭和34年）6月1日：防府基地が南・北に分立。防府南基地が発足。
- 1975年（昭和50年）10月1日：第2航空教育隊に婦人自衛官教育隊が設置。
- 1982年（昭和57年）12月21日：第1、第2航空教育隊が廃止。航空教育隊が新編（隊本部・第1・第2教育群・基地業務群）
- 1989年（平成元年）3月16日：航空教育隊が航空教育集団隷下に編入。航空自衛隊生徒隊が編入。
- 1990年（平成02年）3月1日：婦人自衛官教育隊が廃止。航空教育隊に婦人自衛官教育大隊が新編。
- 2003年（平成15年）4月1日：婦人自衛官教育大隊が女性自衛官教育大隊に改称。
- 2011年（平成23年）3月19日：空自生徒第53期の教育終了に伴い、生徒隊が廃止[15]。
- 2024年（令和06年）4月9日：第2教育群（熊谷基地）で女性新入隊員教育（一般空曹候補生）を開始[16]。

### 組織
- 司令部（防府南）
- 第1教育群（防府南）
  - 第1教育大隊
  - 第2教育大隊
- 基地業務群（防府南）
- 第2教育群（熊谷）
  - 第1教育大隊
  - 第2教育大隊
  - 第3教育大隊

| 代 | 氏名                | 在職期間                        | 前職                                               | 後職                                                   |
| -- | ------------------- | ------------------------------- | -------------------------------------------------- | ------------------------------------------------------ |
| 01 | 高橋義永 （空将補） | 1982年12月21日 - 1984年07月15日 | 第1航空教育隊司令 兼 防府南基地司令                | 航空幕僚監部付                                         |
| 02 | 田中稔 （空将補）   | 1984年07月16日 - 1987年02月02日 | 第2航空団司令 兼 千歳基地司令                      | 退職                                                   |
| 03 | 藤岡禧與 （空将補） | 1987年02月02日 - 1989年06月30日 | 飛行教育集団司令部幕僚長                           | 退職                                                   |
| 04 | 古井徳松 （空将補） | 1989年06月30日 - 1990年03月15日 | 北部航空警戒管制団司令                             | 航空自衛隊第4術科学校長 兼 熊谷基地司令                |
| 05 | 高瀬谷欣也          | 1990年03月16日 - 1991年03月16日 | 航空中央業務隊司令 兼 檜町基地司令                 | 退職（空将補昇任）                                     |
| 06 | 谷十三生            | 1991年03月16日 - 1992年03月15日 | 航空幕僚監部防衛部施設課長                         | 西部航空方面隊司令部幕僚長                             |
| 07 | 諸石直樹            | 1992年03月16日 - 1994年08月01日 | 西部航空警戒管制団副司令                           | 退職（空将補昇任）                                     |
| 08 | 堤幹夫              | 1994年08月01日 - 1996年03月31日 | 航空自衛隊第3補給処副処長                          | 退職（空将補昇任）                                     |
| 09 | 木田龍男            | 1996年03月31日 - 1997年12月01日 | 航空自衛隊幹部候補生学校副校長                     | 退職（空将補昇任）                                     |
| 10 | 鹿毛健稔            | 1997年12月01日 - 1999年04月01日 | 防衛研究所第1研究部第4研究室長                     | 退職（空将補昇任）                                     |
| 11 | 森永吉彦            | 1999年04月01日 - 2000年08月01日 | 第4航空団副司令                                    | 退職（空将補昇任）                                     |
| 12 | 井上敏和            | 2000年08月01日 - 2001年12月01日 | 航空自衛隊幹部学校主任教官                         | 退職（空将補昇任）                                     |
| 13 | 石黒正昭            | 2001年12月01日 - 2003年12月01日 | 統合幕僚会議事務局第3幕僚室 中央指揮所管理運営室長 | 退職（空将補昇任）                                     |
| 14 | 牧之瀬裕二          | 2003年12月01日 - 2005年03月31日 | 契約本部東京支部 府中契約管理事務所長              | 航空自衛隊補給本部情報処理部長                         |
| 15 | 尾崎久信            | 2005年04月01日 - 2006年12月06日 | 航空自衛隊情報保全隊司令                           | 退職（空将補昇任）                                     |
| 16 | 福井孝              | 2006年12月06日 - 2009年04月01日 | 航空自衛隊幹部学校業務部長                         | 退職（空将補昇任）                                     |
| 17 | 山本康正            | 2009年04月01日 - 2010年04月01日 | 北部航空方面隊司令部幕僚長                         | 退職（空将補昇任）                                     |
| 18 | 柏原敬子            | 2010年04月01日 - 2011年08月04日 | 航空総隊司令部総務部長                             | 航空自衛隊第3術科学校長 兼 芦屋基地司令 （空将補昇任） |
| 19 | 高橋芳彦            | 2011年08月05日 - 2013年08月01日 | 航空幕僚監部防衛部施設課長                         | 退職（空将補昇任）                                     |
| 20 | 宇都定史            | 2013年08月01日 - 2015年03月25日 | 北部航空方面隊司令部装備部長                       | 退職                                                   |
| 21 | 田中耕太            | 2015年03月25日 - 2016年11月30日 | 第1高射群司令                                      | 航空自衛隊幹部学校勤務                                 |
| 22 | 山本方之            | 2016年12月01日 - 2018年09月28日 | 航空自衛隊第3術科学校副校長                        | 退職（空将補昇任）                                     |
| 23 | 小林努              | 2018年09月28日 - 2020年10月08日 | 防衛装備庁調達事業部航空機調達官                   | 退職（空将補昇任）                                     |
| 24 | 伊東修              | 2020年10月09日 - 2022年03月11日 | 航空中央業務隊司令 兼 市ヶ谷基地司令               | 退職（空将補昇任）                                     |
| 25 | 右田竜治            | 2022年03月12日 - 2023年03月15日 | 航空総隊司令部総務部長                             | 航空幕僚監部首席法務官                                 |
| 26 | 加畑忠康            | 2023年03月16日 - 2025年03月30日 | 航空自衛隊補給本部総務部長                         |                                                        |
| 27 | 山脇康博            | 2025年03月31日 -                | 第13飛行教育団副司令                               |                                                        |

## 大日本帝国

### 大日本帝国陸軍
東部軍管区教育隊など多数設けられた。

### 大日本帝国海軍
鎮守府と警備府に海兵団が設けられていた。

## 外国軍
体制や訓練内容は自衛隊とほぼ同等で、男女が別の部隊に分けられ、最初は各種礼法、体力トレーニング、射撃や格闘などの基礎教育を行い、次に特技の専門教育を実施する。

### アメリカ軍

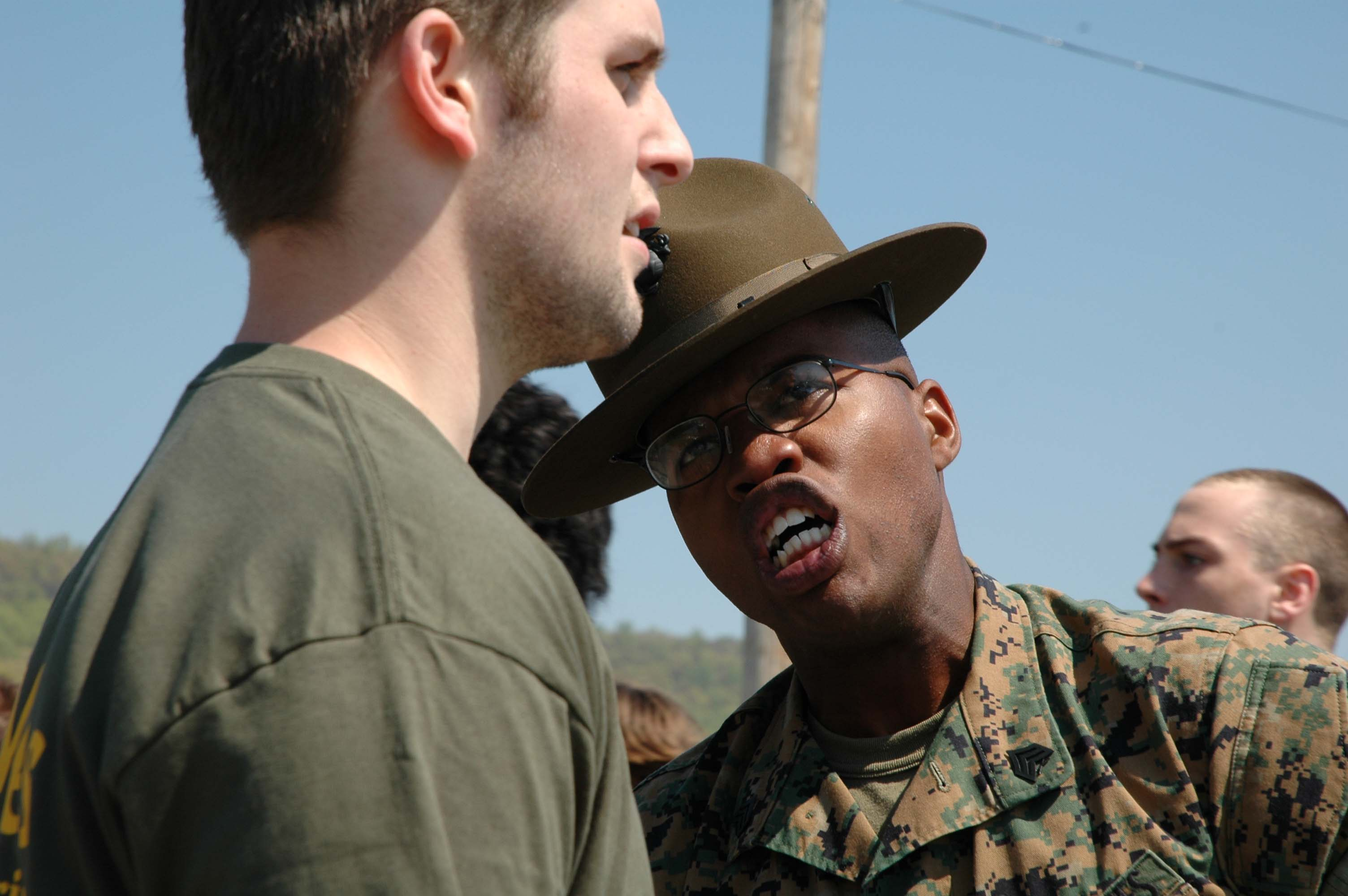
アメリカ海兵隊のRecruit Trainingの様子

アメリカ軍の新入隊員が配属される教育隊は、通称ブートキャンプで呼ばれている。訓練プログラムの正式名称は、アメリカ陸軍は陸軍基礎訓練（Army Basic Training)、海兵隊及び海軍は新兵訓練（Recruit Training）、空軍は基本軍事訓練（Basic Military Training）、沿岸警備隊は基礎訓練（Basic Training）である。
行進やランニング中にはミリタリーケイデンスが唱和される。